# رحمان تقی‌زاده
رحمان تقی‌زاده (متولد ۴ مرداد ۱۳۷۴ در آمل) بازیکن والیبال اهل ایران است. وی والیبال خود را در باشگاه کاله جوان آغاز نمود. تقی‌زاده که به عنوان کاپیتان تیم ملی امید والیبال ایران است در جام کنفدراسیون والیبال آسیا ۲۰۱۸ به عنوان بهترین مدافع میانی انتخاب شد. وی به عنوان بازیکن سابقه حضور در تیم‌های سایپا، وزارت دفاع، اتکا تهران، پارسه تهران و پیکان تهران را در کارنامه خود دارد.